# Indigirkafloden

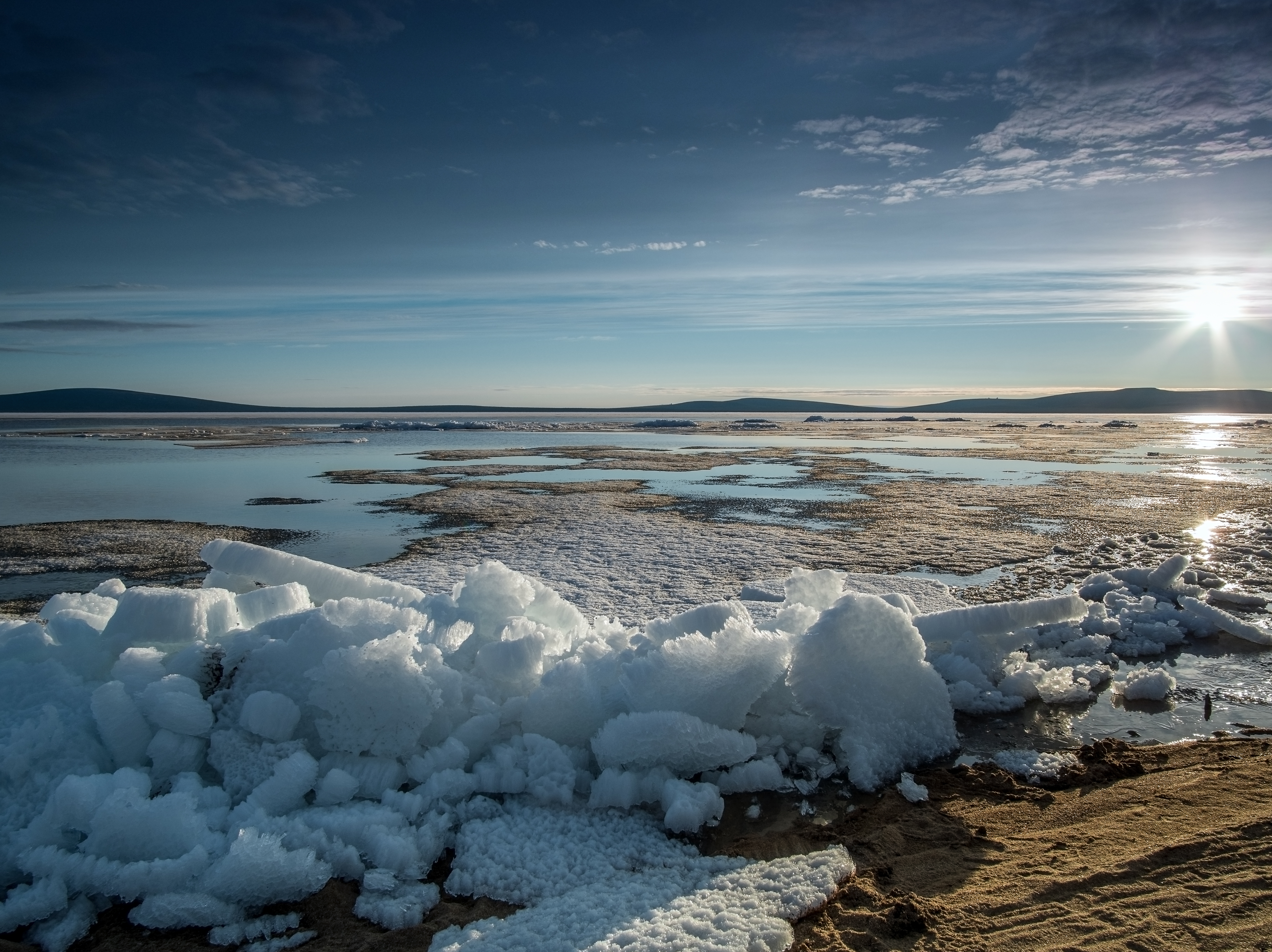
Indigirkafloden (2016)

Indigirkafloden (ryska: Индиги́рка, Indigirka) är en flod i nordöstra Sibirien och mynnar ut i Östsibiriska havet vid Norra ishavet.

## Geografi
Indigirkafloden börjar i Verchojanskbergen och rinner därefter norrut förbi Ojmjakon och sedan norrut genom Tjerskijbergen och därefter mot nordöst genom Momskijbergen mot Kolymavikens västra del.
Vattendraget är cirka 1 726 km långt och mynnar ut i Östsibiriska havet vid orten Tabor.
Förvaltningsmässigt ligger floden i den ryska delrepubliken Sacha i ekoregionen (naturreservatet) Kytalyk våtmarksreservat.

## Historia
I mitten på 1600-talet arbetade ryske upptäcktsresande Semjon Dezjnjov i området kring floden.
Åren 1892 - 1894 genomförde balttyske upptäcktsresande Eduard Toll på uppdrag av Rysslands Vetenskapsakademi geologiska undersökningar i området.
1996 etablerades naturskyddsområdet Kytalyk våtmarksreservat där floden ingår.